# جو باري كارول
جو باري كارول (بالإنجليزية: Joe Barry Carroll)‏ مواليد 24 يوليو 1958 في باين بلاف، هو لاعب كرة سلة أمريكي معتزل. بدأ مسيرته الاحترافية في سنة 1980. تم اختياره من قبل فريق غولدن ستايت ووريورز خلال الدرافت. يبلغ طوله 7 قدم 1 بوصة (2.2 م). اعتزل اللعب في 1991. أحرز خلال مسيرته في الإن بي إيه 12455 نقطة بمعدل 17.7 نقطة في المباراة الواحدة.

## المسيرة الاحترافية
لعب مع غولدن ستايت ووريورز من سنة 1980 إلى 1984، ثم لعب مع أولمبيا ميلانو في الدوري الإيطالي في موسم 1984–1985، ثم لعب مع غولدن ستايت ووريورز من سنة 1985 إلى 1988، ثم لعب مع هيوستن روكتس في موسم 1987–1988، ثم لعب مع بروكلين نتس من سنة 1988 إلى 1990، ثم لعب مع دنفر ناغتس في سنة 1990، ثم لعب مع فينيكس صنز في سنة 1991.

## روابط خارجية
- جو باري كارول على موقع إن بي أي (الإنجليزية)
- جو باري كارول على موقع سبورتس رفرنس (الإنجليزية)
- جو باري كارول على موقع كلية كرة السلة في سبورتس رفرنس.كوم (الإنجليزية)
- جو باري كارول على موقع ريلجم (الإنجليزية)
- جو باري كارول على موقع بروبوليرز (الإنجليزية)